# Tooncan
Tooncan est un studio d'animation basé à Montréal (Québec) et fondé par Paul Cadieux. La compagnie a travaillé sur des séries, en collaboration avec TF1, telles que La Famille Passiflore et Les Triplettes de Belleville de Sylvain Chomet.

## Liste des programmes
- 1996: Rotten Ralph (coproduit avec Disney Channel)
- 1996: Not So Rotten Ralph (coproduit avec Disney Channel)
- 1998: T'choupi et Doudou (coproduit avec Les Armateurs)
- 1998: Famille Pirate (coproduit avec Ellipsanime et France 3)
- 1999: Rotten Ralph (coproduit avec Italtoons Corporation, Cosgrove Hall et BBC TV)
- 1999: Boule et Bill (coproduit avec Bel Ombre Films, Dargaud Marina et Teletoon)
- 2000: T'choupi (coproduit avec Vip Toons, Cymax, Canal J, Nathan Entertainment et Les Armateurs)
- 2000: Chris Colorado (coproduit avec AB Productions, Canal+, Canal J, France 3 et Mediaset)
- 2001: Canards Extrêmes (coproduit avec Alphanim, France 3 et Europool)
- 2001: Belphegor (coproduit avec KG Prince, France 2, France 3 et Les Armateurs)
- 2001: Nez de Fer, le chevalier mystère (coproduit avec Futurikon, Megafun Productions, Melusine Productions SA et M6)
- 2001: Xcalibur (coproduit avec Ellipsanime et France 3)
- 2001: Escargolympiques (coproduit avec Truca Films)
- 2001: Cosmic Cowboys (coproduit avec Alphanim et France 3)
- 2001: Les Nouvelles Aventures de Lucky Luke (coproduit avec Xilam et Tube Studios)
- 2001: Allô la Terre, ici les Martin (2001) (coproduit avec Canal+, Cartoon Network Studios Australia et Alphanim)
- 2001: Wombat City  (coproduit avec Les Films de la Perrine, France 2, Beachmark Productions LLC et Carrère Group)
- 2002: Kaput & Zösky (coproduit avec Futurikon)
- 2002: Malo Korrigan (coproduit avec Futurikon, M6 et Canal J)
- 2002: Martin Matin (coproduit avec Espaces Verts et ZDF Enterprises)
- 2003: Ratz (coproduit avec France 3 et Xilam)
- 2003: Mica (coproduit avec Ricochets Productions S.A.R.L.)
- 2003: Les Triplettes de Belleville (2003) (coproduit avec France 3, BBC TV, Production Champion, Vivi Film et Les Armateurs)
- 2003: Woofy (coproduit avec Alphanim)
- 2003: Kitou Scrogneugneu (coproduit avec Dargaud Marina, TF1, Belvision et RTBF)
- 2003: Milo (coproduit avec Gertie, Rai Fiction, Les Films de la Perrine, Carrère Group et France 5)
- 2003: Yakari (coproduit avec Storimages, Studio 2 Minutes, Belvision et RTBF)
- 2004: Les Frères Koalas (coproduit avec Famous Flying Films, Spellbound Entertainment, Taffy Entertainment, Mike Young Productions, Sesame Workshop, Cosgrove Hall Films, HOT Animation, HIT Entertainment, Nelvana, Chilco Productions, Bardel Entertainment, Mercury Filmworks, EKA Productions, DQ Entertainment, Crest Animation Studios, Telegael Teoranta, TG4, Star Utsav, ABC Kids Australie, TVOKids, CBeebies, et Disney Junior)
- 2004: 3 Gold Coins (titre francophone inconnu)
- 2004: The Boy (titre francophone inconnu)
- 2004: Les Aventures de Princesse Sydney (coproduit avec Planlarge Enterprises Ltd et Greenfield Toons)
- 2004: Toupou (coproduit avec Xilam)
- 2005: Shaolin's Kids (coproduit avec Les Vilains Garçons)
- 2005: Lili's Island (coproduit avec Teleimages Kids et Je Suis Bien Content)
- 2006: Zoé Kézako (coproduit avec TeamTO, TF1, TPS Jeunesse et Teletoon)
- 2008: Oscar & Spike (coproduit avec Les Vilains Garçons)
- 2008: Nelly & Caesar (coproduit avec Studio St-Antoine)
- 2008: Okura (coproduit avec Les Films de la Perrine, France 2 et Carrère Group)
- 2009: Eo
- 2018: Anatane et les enfants d'Okura